# Zamarada candelabra
Zamarada candelabra là một loài bướm đêm trong họ Geometridae.